# Josefa Andrés Barea

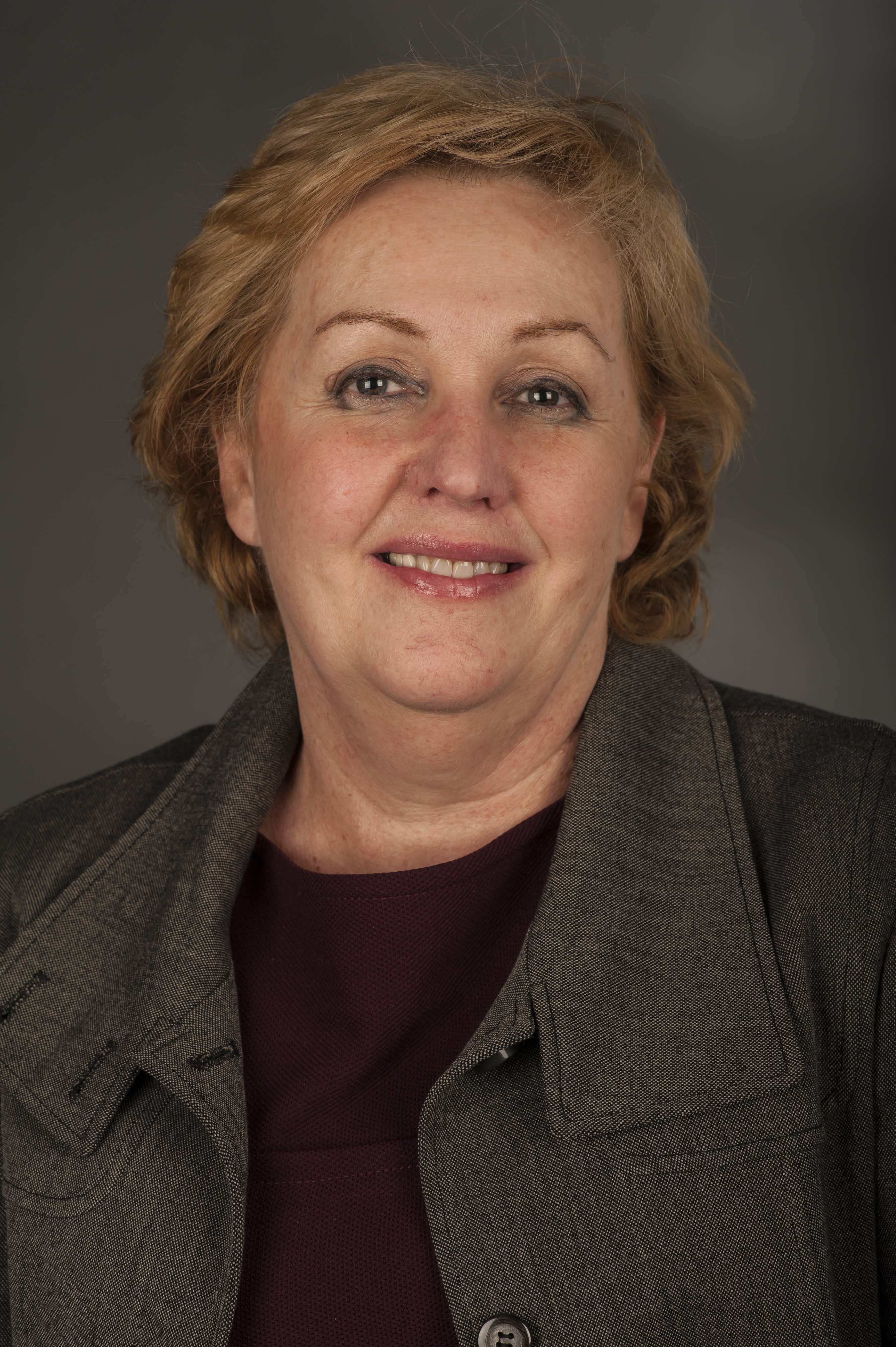
Josefa Andrés Barea 2014 im Europäischen Parlament

Josefa Andrés Barea (* 17. Februar 1958 in Burjassot) ist eine spanische Politikerin (PSOE) und Mitglied des Europäischen Parlaments.
Nach einem Diplom als Krankenschwester 1978 arbeitete Andrés Barea ab 1991 als staatliche Unterinspektorin im Gesundheitswesen. 1993 absolvierte sie einen Master-Grad in Qualitätskontrolle. Zugleich war sie bereits früh politisch und gewerkschaftlich tätig. Ab 1977 war sie Stadträtin, 1980 wurde sie Mitglied im Exekutivausschuss der Gewerkschaft UGT, die der PSOE nahesteht.
1999 wurde Andrés Barea in das Regionalparlament von Valencia gewählt. Diesem gehörte sie bis zur Europawahl 2009 an, bei der sie einen Sitz im Europäischen Parlament gewann. Wie alle PSOE-Mitglieder schloss sie sich hier der sozialdemokratischen Fraktion S&D an. Sie ist Mitglied im Ausschuss für Fischerei.